# Irineos Galanakis
Irineos Galanakis, griechisch Ειρηναίος Γαλανάκης, auch Irenäos oder Irenaios umschrieben, mit bürgerlichem Namen Michail Galanakis (* 10. November 1911 im Dorf Nerochori (Νεροχώρι) in Apokoronas, Kreta, Griechenland; † 30. April 2013), war von 1957 bis 1971 und wieder von 1982 bis 2005 Bischof bzw. Metropolit der Diözese Kissamos und Selino auf Kreta und von 1971 bis 1980 Metropolit der Griechisch-orthodoxen Metropolie von Deutschland. Er galt zeitlebens wegen seines sozialen Engagements als populärster Kirchenführer Kretas.

## Leistungen
Während seiner Amtszeit wurde die orthodoxe Kirche in Deutschland anerkannt. Zudem wurden diverse orthodoxe Kirchen in Deutschland gebaut. Auf ihn geht die Gründung der Reederei ANEK Lines zurück, welche erhebliche Bedeutung für die Wirtschaft, insbesondere den Tourismus auf Kreta erlangte. 1978 gründete er das Unternehmen ET.AN.AP. (griechisch Εταιρεία Αναπτύξεως Αποκορώνου), welches das auf Kreta bekannte Mineralwasser Samaria vertreibt. Mit der Gründung dieses Unternehmens wollte er die Wirtschaftsstruktur seines Heimatortes stärken und war erfolgreich.
Außerdem gründete er die orthodoxe Akademie im Westen Kretas.

## Laufbahn

Metropolit Irineos Galanakis (2. v.l.) bei der Eröffnung der Bundesgartenschau 1979 in Bonn

Irineos studierte an der Priesterschule in Kreta und der Theologischen Fakultät der Universität Athen. Nach Abschluss seines Studiums unterzog er sich weiterführenden Studien der Theologie und Soziologie an den französischen Universitäten von Lille und Paris.
Er war von 1938 bis 1945 als Religionslehrer an Schulen der Präfektur Chania tätig. 1946 wurde er zum Diakon und später zum Priester ordiniert und es wurde ihm der Titel eines Archimandriten verliehen. Er bekleidete die Stellung eines Vizedirektors der Kirchlichen Fakultät von Kreta.
Im Dezember 1957 wählte ihn die Synode der kretischen Kirche zum Bischof von Kissamos und Selino. Im September 1962, als die kretischen Bistümer zu Erzbistümern (Metropolien) erhoben wurden, wurde er Metropolit. Im Dezember 1971 wurde er von der Synode des Ökumenischen Patriarchats zum Griechisch-orthodoxen Metropoliten von Deutschland gewählt. Unter seiner Leitung wurde die Griechisch-orthodoxe Metropolie von Deutschland 1974 als Körperschaft öffentlichen Rechts und damit die Orthodoxe Kirche als Kirche offiziell anerkannt, das Metropolitanzentrum mit der Agia-Trias-(Heilige Dreifaltigkeit)-Metropolitankathedrale in Bonn sowie viele weitere orthodoxe Kirchen in größeren Städten Deutschlands erbaut.

## Wiederwahl zum Metropoliten 1981

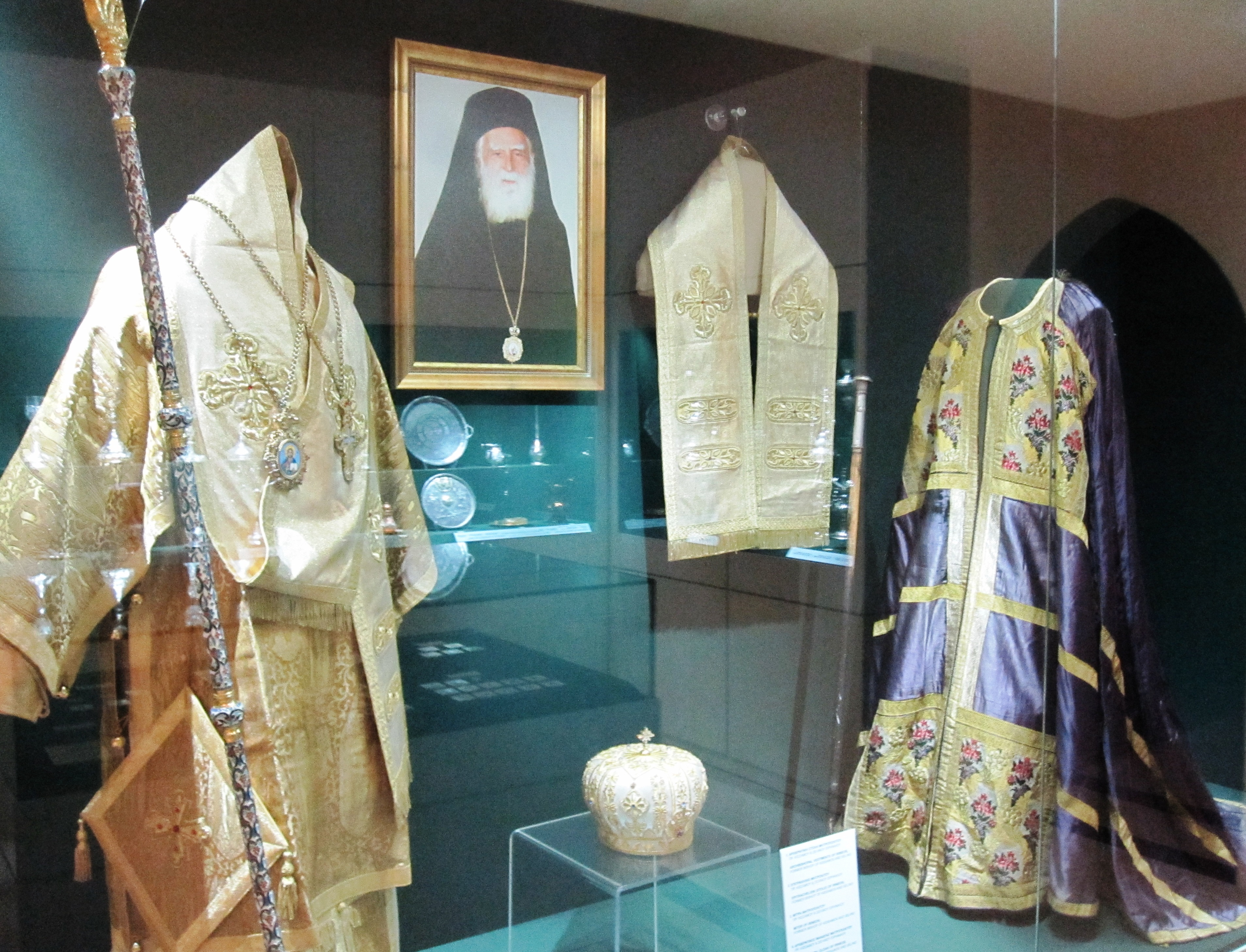
Liturgische Gewänder und Bischofskrone des ehemaligen Metropoliten Irineos (im Museum des Klosters Agia Triada, Akrotiri)

Am 26. Januar 1981 wurde Irineos Galanakis erneut zum Metropoliten von Kissamos und Selino gewählt. Allerdings hatte die Synode der Kirche Kretas kurz zuvor einen anderen Priester zum Bischof gewählt. Tausende von Gläubigen verhinderten jedoch dessen Inthronisation, vernagelten die Türen der Bischofskirche und forderten die Wahl von Irineos. Die Synode trat daraufhin erneut zusammen und wählte ihn unter dem Druck der Basis (vorsorglich umstellt von Tausenden von Gläubigen) zum Metropoliten.
Er übte dieses Amt weitere 24 Jahre aus, bis er im August 2005 im 94. Lebensjahr aus gesundheitlichen Gründen seinen Rücktritt einreichte. Irineos, der – auch über seinen Tod hinaus – auf Kreta überaus beliebt ist und bereits wie ein Heiliger verehrt wird, trat bis zu seinem Tod weiterhin bei festlichen Anlässen in der Öffentlichkeit auf.
Er wurde am 2. Mai 2013 in Kissamos beerdigt.

## Gesellschaftliches, soziales und wirtschaftliches Engagement

### Gründung der ANEK Lines
Nachdem am 8. Dezember 1966 aufgrund der Nichtbeachtung von Sicherheitsvorschriften beim Untergang der griechischen Fähre Iraklion auf der Fahrt von Kreta nach Piräus 241 Menschen starben, kam es in der Folge auf Kreta zu Unruhen und Demonstrationen gegen die griechische Regierung und die Reederei Typaldos.
1967 regte Erzbischof Irineos die Gründung einer eigenen kretischen Fährgesellschaft an, um für die Einwohner und Besucher der Insel eine sichere und zuverlässige Transportmöglichkeit zu schaffen. Aufgrund seiner Initiative kam es zur Gründung der Volksaktiengesellschaft ANEK mit Sitz in Chania. 5.000 Kreter erwarben 356.000 Volksaktien im Nennwert von ca. 25 Euro. Bis zu seinem Tod war Irineos Aufsichtsratsvorsitzender der ANEK Lines.

### Gründung der Orthodoxen Akademie
Metropolit Irineos ist Gründer der Orthodoxen Akademie Kretas, einer ökumenischen Begegnungs- und Tagungsstätte, die 1971 im Kloster Gonias eingerichtet wurde und während der Zeit der Griechischen Militärdiktatur als Ort des geistigen Widerstands galt.
Angeschlossen an die Akademie war lange Zeit ein Mustergut, auf dem mit modernen wissenschaftlichen Methoden die Entwicklung der Landwirtschaft, etwa die Veredelung von Schafherden durch künstliche Besamung, gefördert wurde.

### Weitere gesellschaftliche Aktivitäten
Irineos engagierte sich unter anderem auch für die Verbesserung der Bildungschancen von Frauen insbesondere in ländlichen Gebieten und förderte die Gründung von Frauenvereinen.
Er war ferner auf Lebenszeit Präsident der „Nationalen Forschungs- und Studienstiftung Eleftherios Venizelos“, die im Jahre 2000 auf seine Initiative gegründet wurde. Irineos hat zahlreiche Bücher geschrieben.